# بطحيشيات الشكل
بطحيشيات الشكل (الاسم العلمي: Cyprinodontiformes) هي رتبة من الأسماك تتبع طبقة حاسيات الشكل من طائفة شعاعيات الزعانف.

## التصنيف

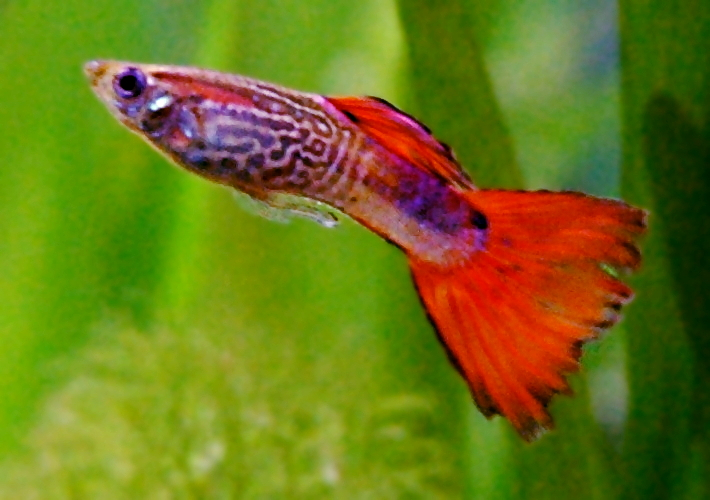
جوبي, a live-bearer of the بوسيلييدي

- رتيبة Aplocheiloidei
  - فصيلة بسيطات الشفة
  - فصيلة Nothobranchiidae
  - فصيلة Rivulidae
- رتيبة Cyprinodontoidei
  - فيلق Funduloidea
    - فصيلة Profundulidae
    - فصيلة Goodeidae
    - فصيلة قوعائيات

  - فيلق Valencioidea
    - فصيلة Valenciidae

  - فيلق Cyprinodontoidea
    - فصيلة البطحيشية
      - أسرة البطحيشاوات

  - فيلق Poecilioidea
    - فصيلة أربعة الأعين  [لغات أخرى]‏
    - فصيلة بوسيلييدي